# Der kommer en dag
Der kommer en dag (bra: Quando o Dia Chegar) é um filme de drama dinamarquês de 2016 dirigido por Jesper W. Nielsen e estrelado por Lars Mikkelsen e Sofie Gråbøl.

## Sinopse
Em Copenhague, dois irmãos inseparáveis, Elmer e Erik, são retirados da casa de sua mãe doente e levados para o Orfanato Gudbjerg, onde o tempo parecia ter parado.

## Elenco
- Lars Mikkelsen como Forstander Frederik He
- Sofie Gråbøl como Lærer Lilian
- Harald Kaiser Hermann como Elmer
- Albert Rudbeck Lindhardt como Erik
- Laurids Skovgaard Andersen como Tøger
- Lars Ranthe como Overlærer Toft Lassen
- Søren Sætter-Lassen como Lærer Aksel
- David Dencik como Inspetor Hartmann
- Sonja Richter como Moren
- Solbjørg Højfeldt como Fru Oskarson
- Lucas Helt Mortensen como Røde
- Oskar Damsgaard como Topper